# Friedland (Göttingeni járás)
Friedland település Németországban, azon belül Alsó-Szászország tartományban. Lakosainak száma 14 544 fő (2023. december 31.).

## Népesség
A település népességének változása:
| Lakosok száma | 11 210 | 12 607 | 13 300 | 14 050 | 14 744 | 14 544 |
|               | 2016   | 2017   | 2019   | 2021   | 2022   | 2023   |